# Coelotes juglandicola
Coelotes juglandicola är en spindelart som beskrevs av S. V. Ovtchinnikov 1984. Coelotes juglandicola ingår i släktet Coelotes och familjen mörkerspindlar. Inga underarter finns listade i Catalogue of Life.